# Muscarella
Muscarella – rodzaj roślin z rodziny storczykowatych (Orchidaceae). Obejmuje 56 gatunków występujących w Ameryce Południowej i Środkowej w takich krajach jak: Belize, Boliwia, Brazylia, Kolumbia, Kostaryka, Kuba, Dominikana, Ekwador, Salwador, Gujana Francuska, Gwatemala, Gujana, Haiti, Honduras, Jamajka, Leeward Islands, Jamajka, Meksyk, Nikaragua, Panama, Peru, Portoryko, Surinam, Wenezuela, Windward Islands.

## Systematyka
Rodzaj sklasyfikowany do podplemienia Pleurothallidinae w plemieniu Epidendreae, podrodzina epidendronowe (Epidendroideae), rodzina storczykowate (Orchidaceae), rząd szparagowce (Asparagales) w obrębie roślin jednoliściennych.
Wykaz gatunków
- Muscarella ancora (Luer & R.Vásquez) Luer
- Muscarella aristata (Hook.) Luer
- Muscarella bota-caucanensis Uribe Vélez & Sauleda
- Muscarella cabellensis (Rchb.f.) Karremans
- Muscarella catoxys (Luer & Hirtz) Luer
- Muscarella cestrochila (Garay) Luer
- Muscarella claviculata (Luer & Hirtz) Luer
- Muscarella clavigera (Luer) Luer
- Muscarella coeloglossa (Luer & Hirtz) Luer
- Muscarella corynetes (Luer & R.Vásquez) Luer
- Muscarella cryptophyta (Barb.Rodr.) Bogarín & Karremans
- Muscarella cynocephala (Luer) Luer
- Muscarella delicatula (Lindl.) Luer
- Muscarella divexa (Ames) Karremans & S.Vieira-Uribe
- Muscarella echinodes (Luer & R.Escobar) Luer
- Muscarella exesilabia (A.H.Heller & A.D.Hawkes) Luer
- Muscarella fimbriata (Ames & C.Schweinf.) Luer
- Muscarella fuchsii (Luer) Luer
- Muscarella furcatipetala (Luer & Hirtz) Luer
- Muscarella gongylodes (Luer) Luer
- Muscarella helenae (Fawc. & Rendle) Luer
- Muscarella herpestes (Luer) Luer
- Muscarella ichthyonekys (Luer) Luer
- Muscarella infinita (Luer) Luer
- Muscarella intonsa (Luer & R.Escobar) Luer
- Muscarella kennedyi (Luer) Luer
- Muscarella latilabris (Foldats) Luer
- Muscarella lipothrix (Luer) Luer
- Muscarella llamachoi (Luer) Luer
- Muscarella longilabris (Lindl.) Luer
- Muscarella macroblepharis (Rchb.f.) Luer
- Muscarella marginata (Rich.) Luer
- Muscarella megalops (Luer) Luer
- Muscarella mucronata (Lindl. ex Cogn.) Karremans
- Muscarella obliquipetala (Acuña & C.Schweinf.) Karremans
- Muscarella oblonga (Luer & Hirtz) Luer
- Muscarella perangusta (Luer) Luer
- Muscarella quinqueseta (Ames) Luer
- Muscarella rojohniae Luer
- Muscarella samacensis (Ames) Luer
- Muscarella schudelii (Luer & Hirtz) Luer
- Muscarella segregatifolia (Ames & C.Schweinf.) Karremans
- Muscarella semperflorens (Lindl.) Luer
- Muscarella sibatensis (F.Lehm. & Kraenzl.) Luer
- Muscarella strumosa (Ames) Luer
- Muscarella stumpflei (Luer) Luer
- Muscarella tamboensis (Luer & R.Escobar) Luer
- Muscarella tapantiensis Mel.Fernández & Bogarín
- Muscarella tempestalis (Luer) Luer
- Muscarella trullifera (Luer & Hirtz) Luer
- Muscarella tsubotae (Luer & R.Escobar) Luer
- Muscarella villosilabia (Luer & Hirtz) Luer
- Muscarella werneri Luer
- Muscarella xanthella (Luer) Luer
- Muscarella xyloura Luer & Hirtz
- Muscarella zephyrina (Rchb.f.) Luer